# Parque nacional y reserva Puertas del Ártico
El Parque Nacional y Reserva Puertas del Ártico (en inglés: Gates of the Arctic National Park and Preserve) es un área natural protegida integrada por un parque nacional de los Estados Unidos y una reserva localizadas en Alaska, siendo el parque nacional más septentrional del país, todo él dentro del círculo polar ártico y el segundo en extensión. Protege la cordillera Brooks, una región montañosa de 39 460 km² (casi del mismo tamaño que Suiza).

## Historia

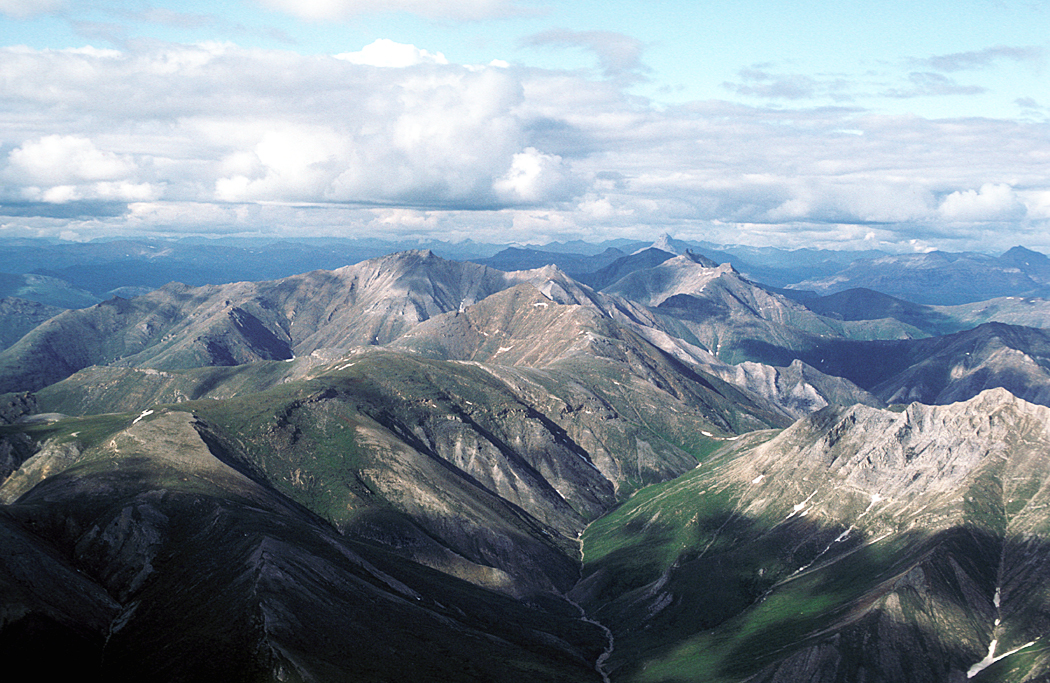
Vista aérea del parque en verano.

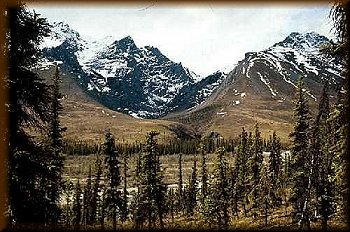

Antiguas formaciones del fondo marino se han erosionado hasta convertirse en acantilados, aletas, pináculos y arcos.

Los pueblos nómadas han habitado la cordillera de Brooks desde hace 12.500 años, alimentándose principalmente de caribúes y otros animales salvajes. El yacimiento de Mesa en Iteriak Creek ha aportado pruebas de ocupación entre 11.500 y 10.300 años antes del presente. En yacimientos posteriores, de unos 6.000 años antes del presente, se han encontrado puntas de proyectil, cuchillos de piedra y plomadas de red. También se ha documentado la tradición ártica de pequeñas herramientas (ASTt) de aproximadamente 4.500 años antes de Cristo. Una fase tardía de la ASTt de entre 2500 y 950 BP, la fase Ipuitak, se ha documentado en el parque en el sitio Bateman en Itkillik Lake.
Los primeros inupiat aparecieron hacia el año 1200 d. C. en la costa y se extendieron hasta la cordillera Brooks, convirtiéndose en los nunamiut. Los nunamiut, que habían abandonado gran parte de sus territorios tradicionales tras la caída de las poblaciones de caribú a principios del siglo XX, reanudaron un modo de vida de subsistencia relativamente aislado tras regresar a las montañas a finales de la década de 1930.  En 1949, las dos últimas bandas seminómadas se reunieron en el valle del río Anaktuvuk y, durante la década siguiente, establecieron la comunidad de Anaktuvuk Pass. El pueblo gwich'in, un grupo athabaskan del norte también vivió en la zona en los últimos 1000 años, desplazándose al sur del parque en épocas históricas.
El interior de Alaska no fue explorado hasta finales del siglo XIX, poco antes de que el descubrimiento de oro en el Klondike llevara a los buscadores de oro a Alaska. En el parque se han identificado algunos campamentos de exploradores y grupos de reconocimiento. A principios del siglo XX se establecieron algunas pequeñas explotaciones mineras, que nunca llegaron a gran cosa.
El nombre del parque se remonta a 1929, cuando el activista en favor de las zonas naturales Bob Marshall, explorando la bifurcación norte del río Koyukuk, encontró un par de montañas (los riscos Frigid Crags y Boreal), una a cada lado del río. Bautizó este portal como las "Puertas del Ártico. " Marshall pasó una temporada en Wiseman a principios de la década de 1930, y publicó un relato del lugar en su libro de 1933 Arctic Village. En la década de 1940, el escritor e investigador Olaus Murie propuso que se conservaran las tierras de Alaska.
Las propuestas para crear un parque nacional en la cordillera Brooks surgieron por primera vez en la década de 1960, y en 1968 un equipo de estudio del Servicio Nacional de Parques recomendó la creación de un parque de 4 100 000 acres (1 659 212,6 ha) en la zona.  Ese año, el secretario de Interior Stewart Udall recomendó al presidente Lyndon B. Johnson que utilizara la Ley de Antigüedades para proclamar un monumento nacional en la cordillera Brooks y otras localidades de Alaska, pero Johnson se negó. En la década de 1970, la Alaska Native Claims Settlement Act (ANCSA) impulsó un serio examen de la disposición de las tierras en manos del gobierno federal. Se estudiaron una serie de proyectos de ley para tratar las propuestas de conservación de las tierras autorizadas por la ANCSA, pero la legislación que se convertiría en la Ley de Conservación de las Tierras de Interés Nacional de Alaska (ANILCA) quedó paralizada en el Congreso a finales de la década de 1970. La zona fue primero protegida mediante su declaración el 1 de diciembre de 1978 como monumento nacional de los Estados Unidos, formando parte de un grupo de 15 monumentos nacionales en Alaska que Jimmy Carter, haciendo uso de la prerrogativa presidencial, proclamó nuevos monumentos nacionales, después de que el Congreso de los Estados Unidos hubiese aplazado una gran compra de tierras en ese estado que contaba con una fuerte oposición estatal. El Congreso aprobó una versión revisada en 1980 (que incorporaba la mayoría de esos monumentos nacionales en zonas de parques y reservas nacionales), pero la ley de Conservación de Tierras de Interés Nacional de Alaska  (Alaska National Interest Lands Conservation Act.) también limitó el uso futuro de la prerrogativa presidencial en Alaska.
El 2 de diciembre de 1980 el monumento se convirtió en un parque nacional y la zona fue posteriormente ampliada mediante la aprobación de una reserva nacional el 2 de diciembre de 1987. Una gran parte del parque, 29 322 km², también fue declarada en 1980 como «zona salvaje» (Wilderness Area), una zona adyacente a la zona salvaje Noatak (Noatak Wilderness Area), lo que configura la mayor zona salvaje de los Estados Unidos.

## Características
La geografía del parque destaca por los picos de la cordillera Brooks y los valles en forma de U cubiertos de una vegetación de tipo tundra. Entre la fauna se encuentran los alces, osos Grizzlys, lobos, carneros de Dalli, osos negros y renos.
Entre los picos más importantes del parque se encuentran los picos Arrigetch (Peaks) y el monte Igikpak. También existen 6 ríos considerados como río salvaje y paisajístico nacional:
- el río Alatna, un tramo de 134 km;
- el río John, 84 km;
- el río Kobuk 177 km;
- el ramal Norte del río Koyukuk (Koyukuk North Fork), 164 km;
- parte del río Noatak;.
- el río Tinayguk, 71 km;

Algo que es inusual en los parques nacionales de Estados Unidos es que alrededor de 1500 personas residen en 10 comunidades pequeñas en «zonas de subsistencia de residentes» (resident subsistence zone) que sobreviven de los recursos que les proporciona el parque.
No se han establecido caminos, senderos, servicios para visitantes o lugares para acampar en el parque. Sin embargo, la autopista Dalton (Dalton Highway, Alaska State Highway 11), se acerca a unos 8 km de la frontera este del parque y el Servicio Nacional de Parques mantiene abierto un pequeño centro de visitantes en la autopista, cerca de Coldfoot.

## Objetivo del parque
Según el sitio web del Parque Nacional:

El propósito del Parque Nacional y Reserva de las Puertas del Ártico es preservar el carácter vasto, salvaje y no desarrollado y la integridad ambiental de la cordillera central de Brooks en Alaska y proporcionar oportunidades para el disfrute en la naturaleza y los usos tradicionales de subsistencia.

## Actividades

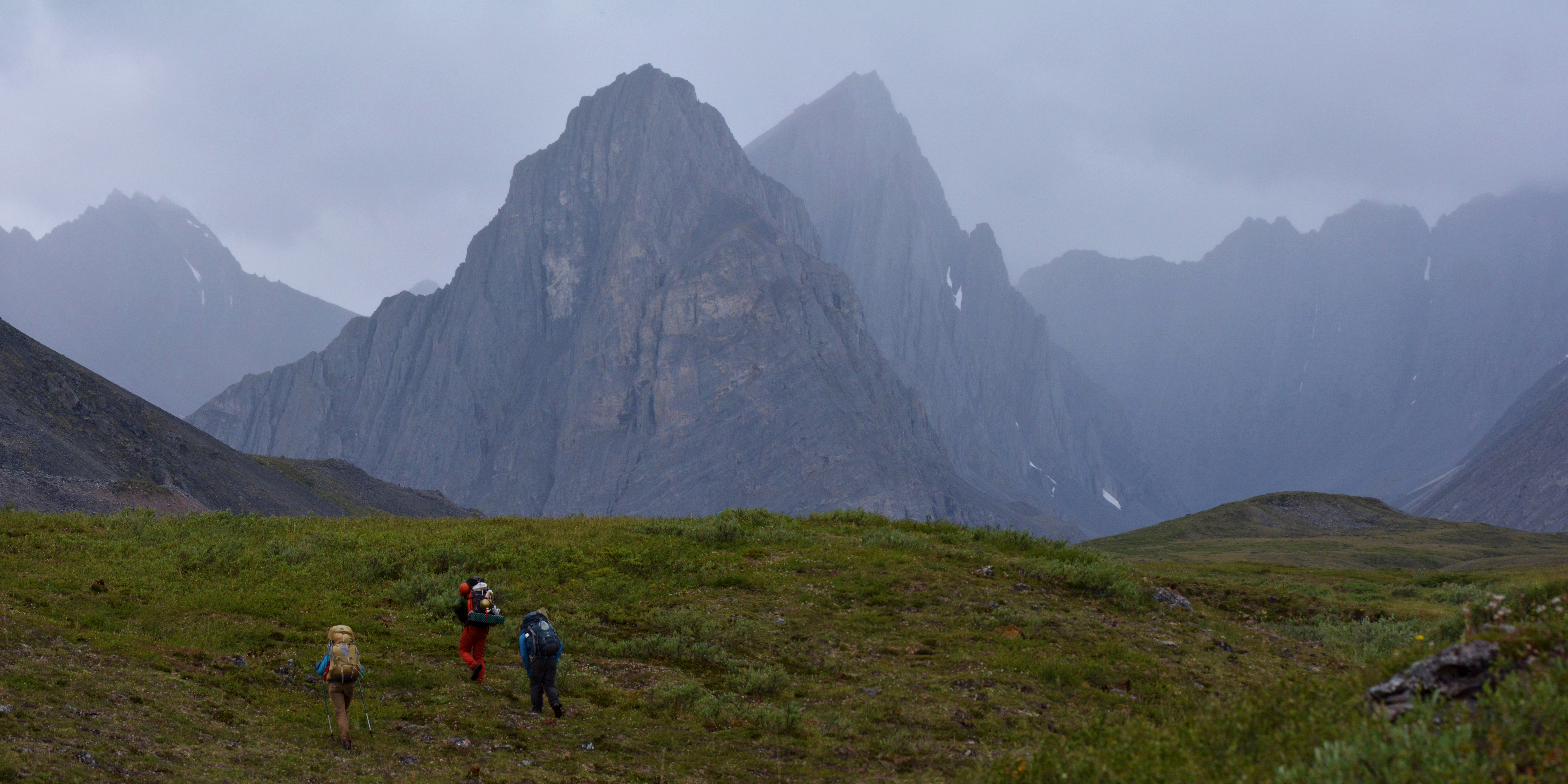
Senderismo en la cordillera de Brooks

En el Parque Nacional y Reserva de las Puertas del Ártico no hay carreteras ni senderos oficiales. Debido a su lejanía y a la falta de infraestructuras de apoyo, el parque es el parque nacional menos visitado de Estados Unidos, y una de las zonas menos visitadas de todo el Sistema de Parques Nacionales de Estados Unidos, que también incluye monumentos nacionales, áreas recreativas, reservas y lugares históricos. En 2016, el parque recibió solo 10.047 visitantes, mientras que el Parque Nacional del Gran Cañón recibió casi 6 millones de visitantes (unas 600 veces más) en el mismo año.

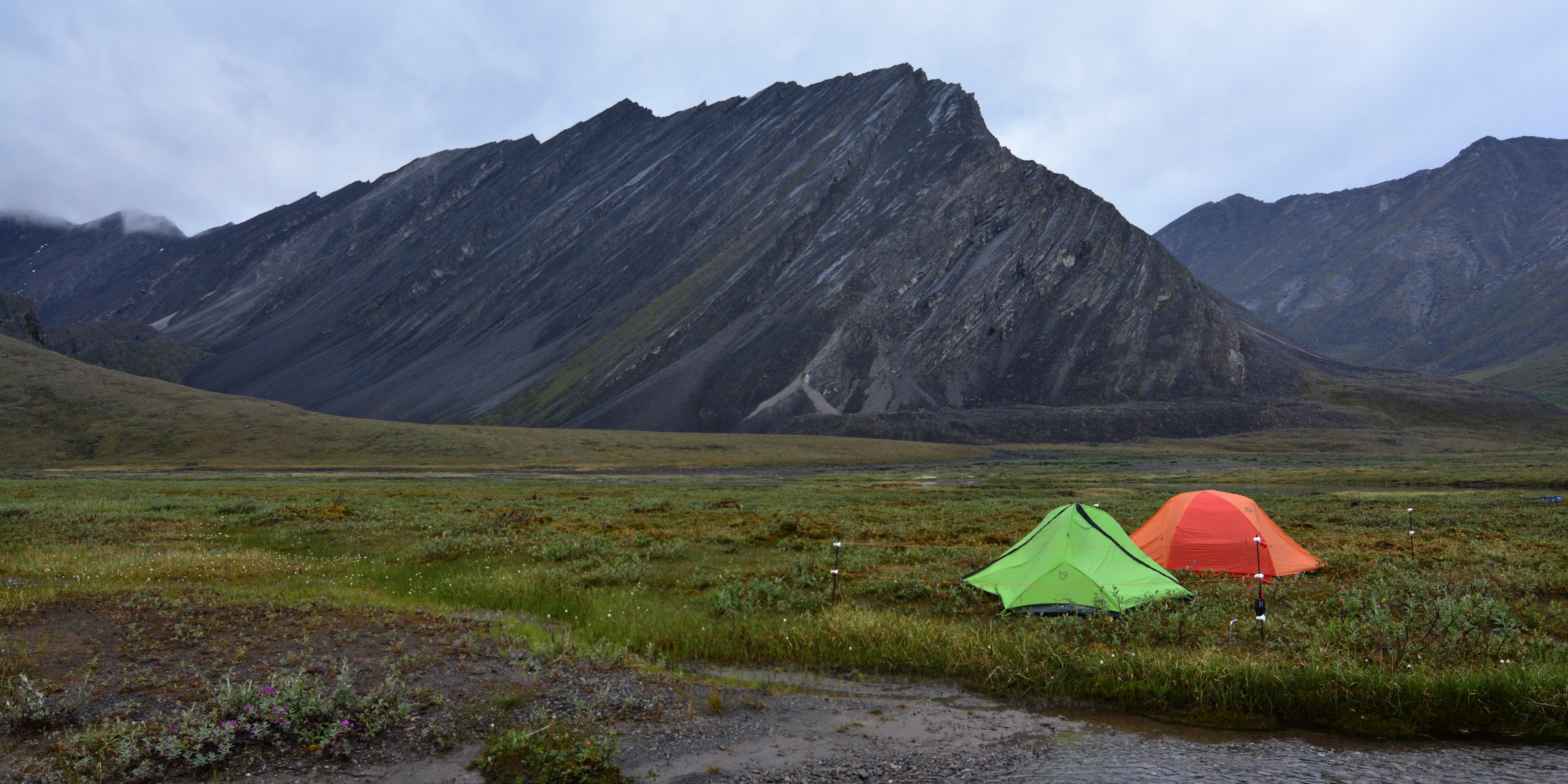
Visitantes acampando en el Valle del Trueno de la Cordillera de Brooks en el Parque Nacional y Reserva de las Puertas del Ártico.

Está permitido acampar en todo el parque, pero puede estar restringido por servidumbres cuando se atraviesan tierras de la Corporación Nativa dentro del parque.
La sede del parque está en Fairbanks. Las operaciones del Servicio de Parques en el parque se gestionan desde la Estación de Guardabosques de Bettles, al sur del parque.

## Clima

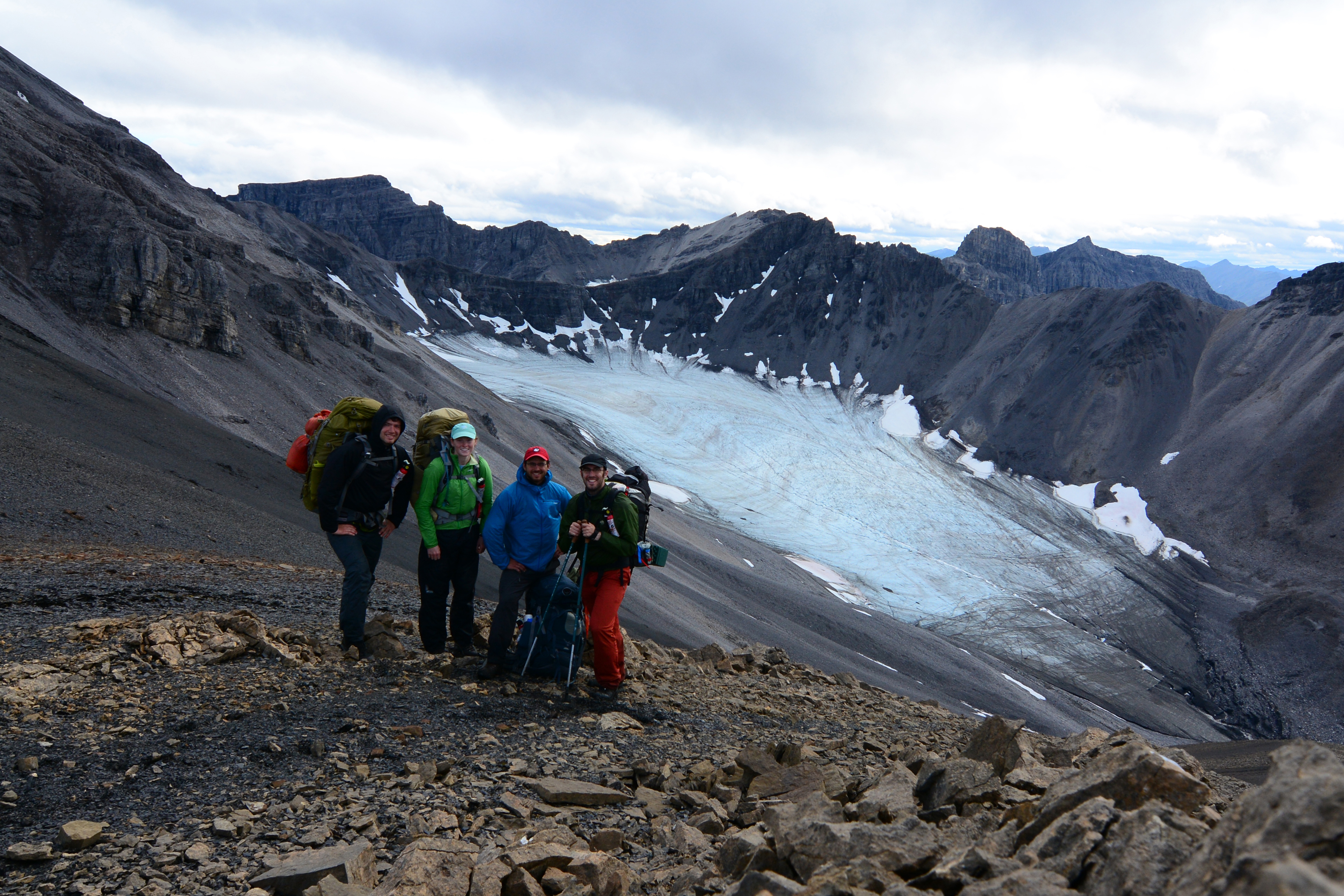
Grupo de excursionistas con vistas a un glaciar en el Parque Nacional y Reserva de las Puertas del Ártico.

Según el sistema de clasificación climática de Köppen, el Parque Nacional y Reserva de las Puertas del Ártico tiene un clima subártico con veranos frescos y precipitaciones durante todo el año (Dfc). La zona de rusticidad de las plantas en la estación de guardabosques de Anaktuvuk Pass es la 2b, con una temperatura mínima extrema anual promedio de -41,4 °C (-42,6 °F). Los campos de nieve perenne y los glaciares, que son cruciales para varios ecosistemas dentro del parque, están disminuyendo a un ritmo rápido debido al calentamiento de las temperaturas. Entre 1985 y 2017, la superficie de estos campos de nieve se redujo en 13 km². Este calentamiento de las temperaturas también ha provocado el deshielo del permafrost, que ha afectado directamente a la estabilidad del suelo. A medida que el permafrost se descongela, expone el suelo desnudo a los elementos, lo que provoca erosión y fallos en las pendientes.

## Geología

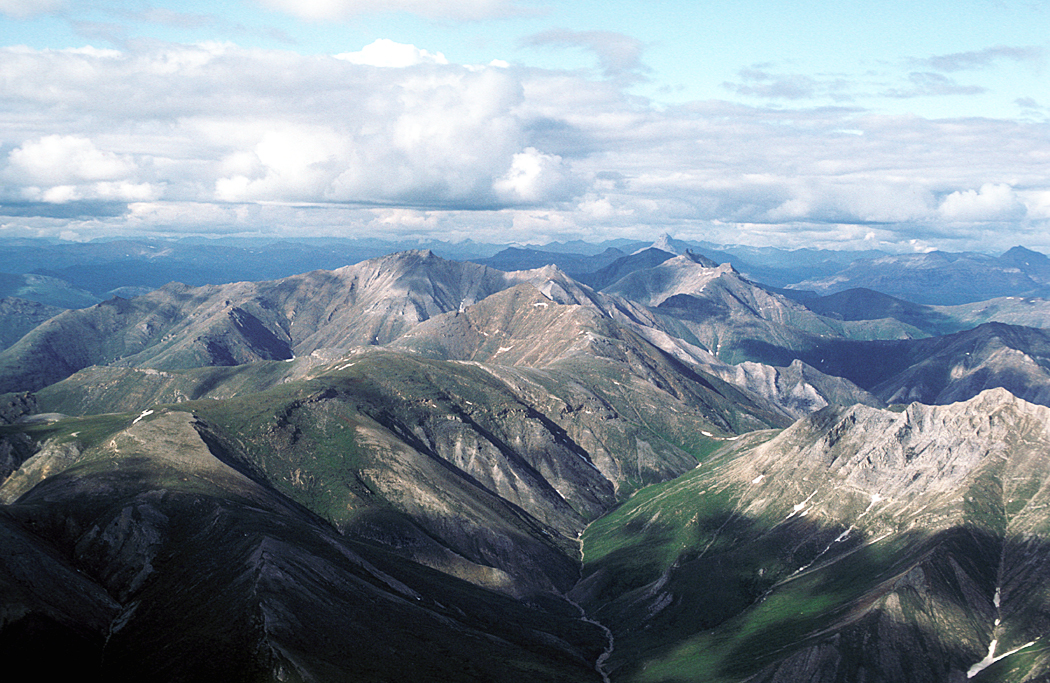
Vista aérea de las montañas en verano.

El parque incluye gran parte de la zona central y oriental de la cordillera de Brooks. Se extiende hacia el este hasta la bifurcación media del río Koyukuk, por la que discurren la autopista Dalton y el oleoducto Trans-Alaska. El parque se encuentra a caballo entre la divisoria continental, que separa los desagües de los océanos Pacífico y Ártico. La sección más septentrional del parque incluye pequeñas porciones de la tundra de las estribaciones del Ártico. La cordillera de Brooks ocupa la sección central del parque, que discurre en línea este-oeste. Al sur de la cordillera de Brooks, la cresta de Ambler-Chandalar, con valles y lagos asociados, discurre de este a oeste. La parte más meridional del parque incluye las tierras bajas de Kobuk-Selawik, con la cabecera del río Kobuk. La cordillera de Brooks ha sufrido repetidas glaciaciones, siendo la más reciente la llamada glaciación Itkillik, desde hace unos 24.000 años hasta aproximadamente 1500 a 1200 años antes del presente.

## Ecología

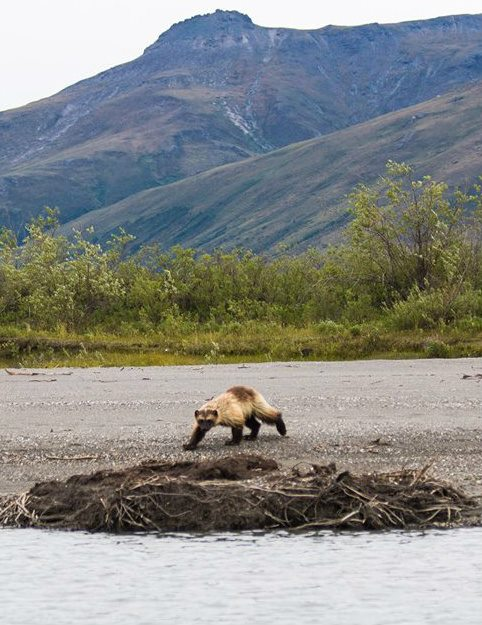
Glotón en la orilla del río Noatak.

El bosque boreal se extiende hasta unos 68 grados de latitud norte, caracterizado por abetos negros y blancos mezclados con álamos. Al norte de esa línea, que coincide con la espina dorsal de la cordillera Brooks, se extiende una tierra árida y fría que se ha descrito como "desierto ártico". Durante los largos inviernos las temperaturas pueden alcanzar los −75 grados Fahrenheit (−59,4 °C), pero pueden llegar a los 90 grados Fahrenheit (32,2 °C) durante un breve periodo en verano. El parque se encuentra por encima del círculo polar ártico.
La fauna incluye oso pardo, oso negro americano, buey almizclero, alce de Alaska, oveja de Dall, lobo del Mackenzie, glotónes, coyotes, lince, suslic ártico, lemmings, voles, marmotas, puercoespín, nutrias de río norteamericanas, especies de zorros rojos y árticos, castores norteamericanos, ranas de bosque, liebres de raqueta, picas de collar, rata almizclera, charrán ártico, águila calva, águila real, halcón peregrino, águila pescadora, búho cornudo y cárabo gavilán.  Más de medio millón de caribú, incluidas las manadas del Ártico Central, Ártico Occidental, Teshekpuk y Puercoespín, migran a través de la cordillera central de Brooks dos veces al año, viajando hacia el norte en verano y hacia el sur en invierno. El caribú es una importante fuente de alimento para los pueblos indígenas.  Sin embargo, la disminución del tamaño de los campos de nieve perenne dentro del parque puede disminuir el tamaño de esta población de caribúes. El parque es el límite más septentrional del área de distribución de la oveja de Dall. Unos 132 osos pardos residen en el parque y la reserva, basándose en una densidad de aproximadamente un oso por 100 millas cuadradas (259 km²)..